# ベルナルディーノ・デ・アビラ・ヒロン
ベルナルディーノ・デ・アビラ・ヒロン（Bernardino de Avila Girón, 生年不詳 - 1619年以後）は、16世紀末から17世紀初頭にかけて、約20年間にわたり、主に長崎に在住したスペイン人の貿易商人である。本人の経歴についてはほとんど知られていないが、自らの見聞を中心とした『日本王国記』を書き残したことで知られる。南蛮貿易時代の日本に関する、宣教師以外のヨーロッパ人の記録として珍しいものであり、史料価値も高い。

## 経歴
『日本王国記』の内容からスペイン人であることは確実で、おそらく貿易商人だと推定されているが、その出生地や、1590年にフィリピンに渡航するまでの経歴は全く知られていない。
1590年、新任フィリピン総督のゴメス・ペレス・ダスマリニャスとともにヌエバ・エスパーニャ（メキシコ）からマニラに渡航。フィリピン滞在中、最高聴訴官ペドロ・デ・ロハスから死刑を宣告されている。本人は冤罪と主張しているが、詳細は不明。日本に渡航したきっかけは、この事件による逮捕を免れるためであったと推定されている。
1594年（文禄3年）、総督ルイス・ペレス・ダスマリニャスが豊臣秀吉に対し、フランシスコ会士アウグスティン・ロドリゲス、マルセロ・デ・リバデネイラ、ジェロニモ・デ・ジェズスらからなる使節団を派遣すると、使節団が乗った船に同乗し、8月27日に平戸に到着した。その後、長崎に居住する。
1594年に薩摩、1595年（文禄4年）に島原半島の有馬、1597年（慶長2年）に口之津、平戸に旅行している。
1598年（慶長3年）はじめマカオに渡航、同年夏にいったん長崎に戻るが、秋にマニラに渡航。その後はしばらくアジア各地を転々とする。1599年にカンボジア、シャムに旅行し、その後、明、マラッカに赴く。1600年にはインドに渡り、セイロン島、インド半島西岸などを訪れる。1604年にマカオに戻り、再度シャムに渡ったのち、1607年（慶長12年）7月6日、日本に戻る。
1614年（慶長19年）以後、教会の公証人に任命される。
1619年（元和5年）3月15日付でドミニコ会士フランシスコ・デ・モラレスの殉教を報告しており、この時点まで長崎に居住していたことが確認できる。しかし、その後の消息は一切不明である。なお、1619年の時点で妻帯していたことが確認されているが、妻の国籍や子の有無は明らかになっていない。

## 『日本王国記』
原題は『転訛してハポンと呼ばれている日本王国に関する報告』（スペイン語: Relación del Reino de Nippon a que llaman corruptamente Jappon）。
アビラ・ヒロンは、『日本王国記』の初稿（第1輯）を1598年に執筆したと記しているが、この原稿は発見されていない。その後、第1輯をもとにして1615年3月18日までの記録を増補・訂正した第2輯が執筆され、さらにその後、1619年3月15日までの記録を加筆した第3輯が執筆された。第2輯の写本は、エル・エスコリアル図書館本、ローマ・イエズス会文書館本、マドリード国立図書館本の3種が現存している。このうちイエズス会文書館本には、1590年から1614年まで日本に滞在していたスペイン人イエズス会士ペドロ・モレホンによって、400あまりの注釈が書き加えられている。なおモレホンは、『日本王国記』自体については「著者みずからは正確であるといっているにもかかわらず、彼の日本に関する知識の僅少の故に数多くの誤りがある」と評している。
1883年に初めてスペインで公刊され、レオン・パジェスの『日本切支丹宗門史』などに引用された。その後、ドロテオ・シリング（Doroteo Schilling）とフィデール・デ・レハルサ（Fidel de Lejarza）による校訂が『アルチーボ・イベロ・アメリカーノ』（Archivo Ibero-Americano）誌に1933年から1935年まで連載された。ただし、スペイン内戦のため、第15章前半までで中断となっている。1965年（昭和40年）には、佐久間正と会田由による日本語訳（佐久間正・岩生成一注）が、岩波書店『大航海時代叢書』の1冊として刊行された（ルイス・フロイスの『日欧文化比較』との合本）。これはシリングとレハルサによる校訂本文を底本とし、第15章第2節以後は、直接、第2輯の写本に基づいて翻訳したものである。
内容は1549年（天文18年）の三好政権成立から始まり、1615年（元和元年）3月にまで及んでいる。この間、織田信長の台頭、本能寺の変（1582年）、山崎の戦い（1582年）、豊臣秀吉の政権掌握、バテレン追放令（1587年）、朝鮮出兵、豊臣秀次の切腹、慶長伏見地震（1596年）、サン＝フェリペ号事件（1596年）、ロドリゴ・デ・ビベロの日本漂着（1609年）、ノサ・セニョーラ・ダ・グラサ号事件（1610年）、大坂の陣（1614 - 15年）など、日本で起こった重要な事件の多くを記載している。うち、信長の事績については、信長と親交のあったグレゴリオ・デ・セスペデスからの資料提供を受けており、伏見地震についてはジェロニモ・デ・ジェズズおよび日本人からの聞き取りを行っている。また、京都の三条河原で盗賊団が生きたまま油で煮られた、という記事があり、モレホンがこの盗賊の名を石川五右衛門と注記していることから、この盗賊の実在が確認されることになった。
なお、内容の半分以上はキリシタンの布教・迫害史にあてられており、特に1597年の日本二十六聖人の殉教や、1614年の高山右近・内藤如安らの国外追放については、長崎で実見したことを詳細に記録している。

### 「万世一系」論
16 - 17世紀にかけてのヨーロッパ人は、中国人と同様、日本人の万世一系の皇統とその異例な古さという観念を受け入れた。『日本書紀』では、神武天皇が帝国を創建した紀元前660年の第一月第一日を王朝の起点とした。聖徳太子は、この日付を初めて定式化した。その日本建国の日付を西暦に換算して紀元前660年としたのは、ヨーロッパ人である。
1615年、アビラ・ヒロンは、日本から以下のように報告している。
彼も他のヨーロッパ人と同様に、日本建国を紀元前660年としている。

## 著作
- 『アビラ・ヒロン 日本王国記 ルイス・フロイス 日欧文化比較』岩波書店〈大航海時代叢書〉、1965年9月。ISBN 4000085115 - 佐久間正・会田由訳、佐久間正・岩生成一注。フロイスの『日欧文化比較』との合本。
- ベルナルディーノ・デ・アビラ・ヒロンの日本王国記(四)（清泉女子大学紀要 16, 87-114, 1968-12-20）
- ベルナルディーノ・デ・アビラ・ヒロンの日本王国記(五)（清泉女子大学紀要 17, 72-86, 1969-12-20）